# Pseudomugil
Pseudomugil, rod malenih tropskih riba porodice Pseudomugilidae, reda Atheriniformes. Obuhvaća 15 vrsta. Endemi u Australiji i Novoj Gvineji.
1. Pseudomugil connieae
2. Pseudomugil cyanodorsalis
3. Pseudomugil furcatus
4. Pseudomugil gertrudae
5. Pseudomugil inconspicuus
6. Pseudomugil ivantsoffi
7. Pseudomugil majusculus
8. Pseudomugil mellis
9. Pseudomugil novaeguineae
10. Pseudomugil paludicola
11. Pseudomugil paskai
12. Pseudomugil pellucidus
13. Pseudomugil reticulatus
14. Pseudomugil signifer dugina riba
15. Pseudomugil tenellus